# Vintl
Vintl (tyskt uttal: [ˈfɪntl̩], italienska: Vandoies [vanˈdɔːjes]) är en kommun i provinsen Sydtyrolen i regionen Trentino-Sydtyrolen i norra Italien. Huvudort är Niedervintl. Kommunen har 3 349 invånare (2024), på en yta av 110,82 km². Enligt 2024 års folkräkning talar 97,09 % av befolkningen tyska, 2,29 % italienska och 0,62 % ladinska som modersmål.

## Orter
Orter (località) i kommunen Vintl med fler än 20 invånare (inom parentes invånarantal 2021):

- Pfunders/Fundres (469)
- Weitental/Vallarga (704)
- Obervintl/Vandoies di Sopra (603)
- Niedervintl/Vandoies di Sotto (840)
- Karnergasse (47)
- Dörfl/Villetta (22)